# 上福岡第三中学校いじめ自殺事件
上福岡第三中学校いじめ自殺事件（かみふくおかだいさんちゅうがっこういじめじさつじけん）とは、1979年（昭和54年）9月9日に埼玉県上福岡市（現ふじみ野市）で中学一年生の少年がいじめを苦に自殺した事件。

## 経緯
- 自殺した少年は市立上福岡第三中学校（のちに改名し「ふじみ野市立花の木中学校」となる）一年六組の生徒で、身長は142センチメートルとクラスで最も小柄だった。また在日朝鮮人三世であり、父親の両親は朝鮮半島の全羅北道に本籍を置いていた。
- 4月20日の入学直後、少年はクラスメイトと喧嘩になり複数の相手に組み伏せられていたが、相手の腕を噛んだためクラスメイトからは少年が悪いと認識されるようになった。少年は休み時間にいじめを避けるために職員室の前に佇んでいる姿が、複数の教師から何度か目撃されていた。
- 5月20日に担任の教諭が家庭訪問をした際に「噛みついた少年が悪い」と話しており、両親も担任も少年に非があるかのように認識していた。
- 6月18日夕方、3人のクラスメイトの名前を挙げいじめを苦にした遺書を書き残し姿を消したため、母親は慌てて担任に電話をしたが警察への連絡は待つように言われた。少年は高層マンションの屋上まで行ったが決意がつかず、午後8時過ぎに帰宅した。翌日、担任はいじめをした生徒を呼び出して注意したものの、両親が懇願したにもかかわらず自殺未遂があったことをほのめかした為に、その後少年はクラスメートから「自殺野郎」などと呼ばれるようになり、いじめは更にエスカレートし、毎日のように美術室や昇降口に呼び出され暴行を受けていた。
- 9月に二学期が始まり、3日から7日の間に卓球部で少年に対する集団暴行が行われた。
- 9月8日（土）、少年は鞄を捨てたまま行方不明となり、路上で父親に発見された。その後父親に説得され、一時は納得していたという。
- 9月9日（日）午前8時過ぎ、12階建てのマンションの中庭で飛び降り自殺した少年の遺体が住民によって発見された。遺書で名指しされたクラスメートの一人は少年の自殺がわかると「あいつ死んじゃったよ!」と喜んでいたという[要出典]。

## 事件後
- 上福岡市教育委員会では三中事故対策委の「クラス内でいじめはなかった」「いざこざの多い生徒であった」とする調査報告書がまとめられた。さらに教育長は自殺は「学校及び教師の責任の範疇を越えるもの」と両親に説明した。
- 両親が事件後に発見した少年の小学校時代の卒業メッセージファイルには「死んでください」などの罵詈雑言が書かれており、小学校時代からいじめが継続していたことが判明した。
- 1983年3月31日、上福岡市教育委員会はこの事件を契機として、在日韓国・朝鮮人の児童･生徒にかかわる教育指針を発表した。
- 被害者と同じクラスにいたもうひとりの生徒は告別式の翌日に「今度はおまえの番だ、死ね」と脅かされた故に神経性胃炎となり、学年末に転校した。